# Simone Inzaghi
Simone Inzaghi (phát âm tiếng Ý: [siˈmoːne inˈtsaːɡi]; sinh ngày 05 tháng 4 năm 1976) là một cựu cầu thủ bóng đá người Ý chơi ở vị trí tiền đạo, và hiện là Huấn luyện viên của Al-Hilal tại Saudi Pro League. Inzaghi nổi tiếng khi đã góp phần hồi sinh đội hình 3-5-2.
Inzaghi bắt đầu sự nghiệp cầu thủ năm 1994 ở Piacenza, nhưng được cho mượn ở một số câu lạc bộ, bao gồm Novara và Lumezzane, nơi ông đã giành hai danh hiệu vô địch Serie C2 liên tiếp năm 1996 và 1997. Năm 1999, Inzaghi gia nhập Lazio, và giành một danh hiệu vô địch Serie A, 3 Coppa Italia, một Siêu cúp Italia và một Siêu cúp UEFA. Trong giai đoạn ở Lazio, ông cũng được cho mượn ở Sampdoria và Atalanta trước khi giải nghệ năm 2010. Ở cấp độ quốc tế, Inzaghi có 3 trận thi đấu cho ĐTQG Ý trong giai đoạn từ 2000 đến 2003.
Inzaghi bắt đầu sự nghiệp huấn luyện viên vào năm 2010, bắt đầu từ huấn luyện đội trẻ của Lazio. Năm 2016, ông được bổ nhiệm làm HLV đội một và giúp câu lạc bộ giành một Coppa Italia và hai danh hiệu Siêu cúp Ý. Inzaghi chuyển làm huấn luyện viên trưởng của Inter Milan từ năm 2021, và giúp câu lạc bộ đạt được một chức vô địch Serie A, hai danh hiệu Coppa Italia, thắng Siêu Cúp Ý ba năm liên tiếp, và dẫn dắt Inter lọt vào chung kết UEFA Champions League trong hai năm 2023 và 2025.

## Sự nghiệp cầu thủ

### Sự nghiệp cấp câu lạc bộ
Sinh ra ở Piacenza, Emilia-Romagna, Inzaghi bắt đầu chơi chuyên nghiệp vào năm 1993 với câu lạc bộ quê hương Piacenza, mặc dù ông không được chơi bất kỳ trận đấu nào với đội một trong mùa giải đó. Năm sau, ông được cho Carpi đang thi đấu tại giải hạng ba mượn; Bàn thắng đầu tiên ông ghi được vào mùa 1995-96, khi đá cho Novara ở giải hạng tư.
Sau 2 lần bị cho mượn nữa ở Lumezzane và US Brescello ở giải cấp thấp, Inzaghi trở lại Piacenza và đá trận đấu đầu tiên của ông ở Serie A năm 1998. Ông kết thúc mùa giải với 15 bàn thắng sau 30 lần ra sân.
Inzaghi đã được ký hợp đồng với Lazio cho mùa giải tiếp theo, và đã có một năm thi đấu thành công, ghi 7 bàn trong mùa giải và 9 bàn chỉ trong 11 trận đấu của UEFA Champions League (bao gồm 4 bàn trong trận đấu với Marseille vào ngày 14 tháng 3 năm 2000, nhờ đó ông đã cân bằng kỷ lục được giữ bởi Marco van Basten từ năm 1992). Ông cũng ra mắt đội tuyển quốc gia Ý hai tuần sau khi gặp Tây Ban Nha, trong khi đó Lazio giành cả Scudetto và Coppa Italia, dàn cầu thủ này giúp họ tiếp tục chinh phục Coppa Italia vào năm 2004. Vào tháng 9 năm đó, ông gia hạn hợp đồng cho đến tháng 6 năm 2009.
Giữa mùa 2004-05, Inzaghi sang Sampdoria dưới dạng cho mượn, theo một hợp đồng trao đổi cầu thủ thời hạn 6 tháng, với Fabio Bazzani từ Sampdoria đi theo chiều ngược lại. Ông trở lại Lazio vào mùa giải 2005-06 và 2006-2007, chỉ với 12 lần ra sân.
Mùa giải tiếp theo, Inzaghi gia nhập Atalanta theo dạng cho mượn. Mặc dù cố gắng để tìm lại phong độ, ông chỉ đá 19 trận, chủ yếu là vào sân thay người trong hiệp hai, nhưng cũng không ghi được bàn nào.
Inzaghi trở lại Lazio vào mùa 2008-09, mặc dù không nằm trong kế hoạch của HLV Delio Rossi. Một sự trở về không như mong đợi và, mặc dù chỉ tập luyện hạn chế trước mùa giải, ông vẫn có trong đội hình, trở lại trong chiến thắng 2-0 tại giải trong nước trước đội bóng cũ Atalanta. Chỉ 3 ngày sau, ông đã xuất hiện lần đầu ở mùa giải, đến từ băng ghế dự bị và ghi bàn gỡ hòa 2 phút để gỡ lại 1 điểm trước Lecce, trong trận hòa trên sân nhà 1-1; đó là bàn thắng tại Serie A đầu tiên của ông kể từ tháng 9 năm 2004, nhưng ông chỉ đá thêm 12 trận trong 2 năm cuối cùng của sự nghiệp, sau đó giải nghệ vào mùa hè 2010 ở tuổi 34.

### Sự nghiệp quốc tế
Inzaghi có trận ra mắt cho Italia dưới thời HLV Dino Zoff vào ngày 29 tháng 3 năm 2000, trong trận giao hữu thua 0-2 trước Tây Ban Nha được tổ chức tại Barcelona. Ông vào sân ở phút thứ 60 thay cho Stefano Fiore, chơi cùng với anh trai Filippo Inzaghi; ông đã ra sân thêm 2 lần cho ĐTQG dưới thời HLV Giovanni Trapattoni, cả trong các trận giao hữu, một chiến thắng 1-0 trước đội tuyển Anh tại Turin vào ngày 15 tháng 11 cùng năm  và một trận hòa với Romania tại Ancona, ngày 16 tháng 11 năm 2003.

## Phong cách chơi bóng
Trong suốt sự nghiệp của mình, phong cách chơi bóng của Simone Inzaghi được so sánh với anh trai Filippo Inzaghi và Paolo Rossi. Mặc dù không có kỹ thuật khéo léo, ông là một tiền đạo cao to và nhanh nhẹn, với dáng người mảnh khảnh, ông được biết đến với khả năng săn bàn, khả năng phá bẫy việt vị và dứt điểm gọn gàng trong vòng cấm, đặc biệt từ phạm vi gần, nhờ khả năng chớp cơ hội và chọn vị trí.

## Sự nghiệp huấn luyện

### Lazio
Sau khi giải nghệ, Inzaghi vẫn ở lại với Lazio, huấn luyện đội trẻ Allievi and Primavera. Ngày 03 tháng 4 năm 2016, ông được bổ nhiệm làm HLV tạm quyền sau khi CLB sa thải Stefano Pioli.
Mùa giải 2016-17, Inzaghi ban đầu được thay thế bởi Marcelo Bielsa. Tuy nhiên, khi HLV người Argentina bất ngờ rời khỏi ghế của mình chỉ sau 2 ngày tại vị vì bất đồng quan điểm với chủ tịch Claudio Lotito liên quan đến công tác chuyển nhượng của đội bóng, Inzaghi đã được bổ nhiệm làm HLV trưởng chính thức. Ông đã dẫn dắt đội bóng đến vị trí thứ 5 tại giải quốc nội và trận chung kết Cup Ý, thua Juventus; vào ngày 07 tháng 6 năm 2017, ông gia hạn hợp đồng cho đến năm 2020.
Mùa giải 2017-18 bắt đầu rất đáng chú ý, khi Lazio đánh bại Juventus ở Supercoppa Italiana với kết quả 3-2. Họ một lần nữa kết thúc thứ 5 tại Serie A, lỡ cơ hội vào vòng loại Champions League vào ngày cuối cùng sau trận thua trên sân nhà 2-3 trước Inter Milan.
Mùa 2018-19 Lazio vô địch Coppa Italia sau chiến thắng 2-0 trước Atalanta, hoàn tất danh hiệu thứ 7 của họ trong lịch sử giải đấu này, qua đó đủ điều kiện tham dự vòng đấu bảng của UEFA Europa League.
Vào ngày 22 tháng 12 năm 2019, Ông giành danh hiêu Siêu cúp Ý thứ hai cùng Lazio, sau khi thắng Juventus 3-1 trong trận chung kết.

### Inter Milan
Vào ngày 27 tháng 5 năm 2021, sau khi xuất hiện những tin đồn về việc Inzaghi sẽ là huấn luyện viên trưởng mới của Inter Milan, Lazio xác nhận ông đã chính thức rời đội bóng. Vào ngày 3 tháng 6 năm 2021, Inzaghi ký hợp đồng 2 năm làm HLV của Inter.
Trong mùa giải đầu tiên của mình với Inter, Inzaghi giành Siêu Cúp Ý vào ngày 12 tháng 1 năm 2022 và Coppa Italia vào ngày 11 tháng 5 năm 2022, sau khi đánh bại Juventus ở cả hai trận chung kết, lần lượt là 2-1 tại sân San Siro và 4-2 tại sân Stadio Olimpico. Ông kết thúc mùa giải với vị trí á quân ở Serie A và lọt vào vòng 16 đội ở Chamhpion League, sau khi bị loại bởi Liverpool khi thua 1-2 chung cuộc (thua 0-2 tại San Siro và thắng 1-0 tại Anfield).
Ở mùa giải thứ hai, mặc dù phải nhìn Napoli vô địch, nhưng ông cũng giành được danh hiệu Siêu cúp Ý với Inter và cùng Inter đoạt thêm một Coppa Italia nữa. Tuy nhiên, ấn tượng nhất trong mùa giải này là ông cùng Inter lọt vào chung kết Champions League lần đầu tiên sau 13 năm, sau khi đánh bại kình địch AC Milan 3-0 ở bán kết. Inter thua 0-1 trước Manchester City trong trận chung kết. Sau giải đấu, ông gia hạn hợp đồng với Inter đến năm 2025.
Vào ngày 15 tháng 1 năm 2024, Inzaghi xếp hạng ba trong giải thưởng HLV bóng đá nam xuất sắc nhất FIFA The Best 2023, xếp sau người chiến thắng Pep Guardiola và đồng huơng Luciano Spalletti. Vào ngày 22 tháng 4 năm 2024, Inzaghi cùng Inter giành Scudetto lần thứ 20 sau khi đánh bại A.C Milan ở trận derby.

### Al-Hilal
Vào ngày 4 tháng 6 năm 2025, Inzaghi được bổ nhiệm làm huấn luyện viên của Al-Hilal, ký hợp đồng có thời hạn hai năm.

## Phong cách huấn luyện
Inzaghi đã tạo dựng nên danh tiếng bằng cách phát huy hết tố chất các cầu thủ của mình. Sơ đồ ưa thích của ông là 3-5-2 với hai cầu thủ chạy biên có xu hướng dâng cao và tham gia vào quá trình tấn công. Hai tiền đạo sẽ được hỗ trợ bởi một tiền vệ công chơi nhô cao hơn một chút so với 2 tiền vệ trung tâm còn lại. Chiến thuật cũng có thể linh hoạt chuyển đổi thành 5-3-2 lúc mất bóng khi hai cánh lùi xuống để phòng ngự. Inzaghi cũng được biết tới với sự kín kẽ trong việc xắp đặt hàng phòng ngự. Trong thời gian nắm Lazio, ông thiết lập một lối chơi gây áp lực sớm và phòng thủ tầm trung để cố gắng đoạt lại bóng ngay khi đối phuơng có bóng. Năm 2022, nhà báo Francesco Porzio của tờ CBS Soccer nhận xét Inter của Inzaghi có lối chơi phóng khoáng hơn người tiền nhiệm Conte, đem lại phong độ tốt hơn cho đội bóng. Chiến thuật của Inzaghi trên con đường tới trận chung kết Champions League 2023 được đánh giá là "kinh ngạc" bởi Miguel Delaney của tờ The Independent, nhấn mạnh đến việc "rất khó để định hình mảng miếng trong lối chơi của Inter" dưới thời Inzaghi, khiến các đội bóng khi đối đầu với ông khó đọc được trận đấu. Bên cạnh chiến thuật, Inzaghi cũng được khen ngợi về khả năng lãnh đạo, khi nhà báo James Horncastle của kênh BBC Sport chỉ ra năm 2023 là Inzaghi là "một người đáng kính, một nhà quản lý giỏi và chú trọng đến từng khoảnh khắc trong trận đấu".

## Cuộc sống cá nhân
Anh trai của Inzaghi, Filippo Inzaghi, cũng là một cầu thủ bóng đá và một tiền đạo. Cũng khởi đầu sự nghiệp với Piacenza, Filippo Inzaghi đã chơi hơn một thập kỷ cho AC Milan, đá hơn 50 trận cho Italia và là thành viên trong chức vô địch FIFA World Cup 2006.
Simone Inzaghi có một con trai, Tommaso (sinh ngày 29 tháng 4 năm 2001), với nữ diễn viên và người dẫn chương trình truyền hình Alessia Marcuzzi.

## Thống kê sự nghiệp cầu thủ

### Câu lạc bộ
|                     |                     |                     | Serie A | Serie A | Coppa Italia | Coppa Italia | Cúp Châu Âu | Cúp Châu Âu | Tổng cộng | Tổng cộng |
| Mùa giải            | Câu lạc bộ          | Hạng đấu            | Số trận | Số bàn  | Số trận      | Số bàn       | Số trận     | Số bàn      | Số trận   | Số bàn    |
| ------------------- | ------------------- | ------------------- | ------- | ------- | ------------ | ------------ | ----------- | ----------- | --------- | --------- |
| 1993–94             | Piacenza            | Serie A             | 0       | 0       | –            | –            | –           | –           | 0         | 0         |
| 1994–95             | Carpi               | Serie C1            | 9       | 0       | –            | –            | –           | –           | 9         | 0         |
| 1995–96             | Novara              | Serie C2            | 23      | 4       | –            | –            | –           | –           | 23        | 4         |
| 1996–97             | Lumezzane           | Serie C2            | 23      | 6       | –            | –            | –           | –           | 23        | 6         |
| 1997–98             | Piacenza            | Serie A             | 0       | 0       | 1            | 0            | –           | –           | 1         | 0         |
| 1997–98             | Brescello           | Serie C1            | 21      | 10      | –            | –            | –           | –           | 21        | 10        |
| 1998–99             | Piacenza            | Serie A             | 30      | 15      | 0            | 0            | –           | –           | 30        | 15        |
| 1999–2000           | Lazio               | Serie A             | 22      | 7       | 6            | 3            | 11          | 9           | 39        | 19        |
| 2000–01             | Lazio               | Serie A             | 13      | 4       | 1            | 0            | 9           | 3           | 23        | 7         |
| 2001–02             | Lazio               | Serie A             | 20      | 5       | 2            | 1            | 6           | 0           | 28        | 6         |
| 2002–03             | Lazio               | Serie A             | 18      | 4       | 3            | 1            | 8           | 4           | 29        | 9         |
| 2003–04             | Lazio               | Serie A             | 23      | 6       | 4            | 1            | 5           | 3           | 32        | 10        |
| 2004–05             | Lazio               | Serie A             | 12      | 1       | 1            | 0            | 3           | 1           | 16        | 2         |
| 2004–05             | Sampdoria           | Serie A             | 5       | 0       | 2            | 0            | –           | –           | 7         | 0         |
| 2005–06             | Lazio               | Serie A             | 7       | 0       | 2            | 1            | 0           | 0           | 9         | 1         |
| 2006–07             | Lazio               | Serie A             | 5       | 0       | 0            | 0            | –           | –           | 5         | 0         |
| 2007–08             | Atalanta            | Serie A             | 19      | 0       | 0            | 0            | –           | –           | 19        | 0         |
| 2008–09             | Lazio               | Serie A             | 9       | 1       | 1            | 0            | –           | –           | 10        | 1         |
| 2009–10             | Lazio               | Serie A             | 3       | 0       | 0            | 0            | 0           | 0           | 3         | 0         |
| Tổng cộng sự nghiệp | Tổng cộng sự nghiệp | Tổng cộng sự nghiệp | 262     | 63      | 23           | 7            | 42          | 20          | 327       | 90        |

### Quốc tế
| ĐTQG Ý    | ĐTQG Ý  | ĐTQG Ý |
| Năm       | Số trận | Số bàn |
| --------- | ------- | ------ |
| 2000      | 2       | 0      |
| 2001      | 0       | 0      |
| 2002      | 0       | 0      |
| 2003      | 1       | 0      |
| Tổng cộng | 3       | 0      |

## Thống kê sự nghiệp huấn luyện viên
Tính tới ngày 4 tháng 6 năm 2025
| Đội         | Quốc gia    | Từ                  | Đến                 | Thành tích | Thành tích | Thành tích | Thành tích | Thành tích   | Thành tích  | Thành tích | Thành tích      |
| Đội         | Quốc gia    | Từ                  | Đến                 | Số trận    | Thắng      | Hòa        | Thua       | Số bàn thắng | Số bàn thua | Hiệu số    | Tỷ lệ thắng (%) |
| ----------- | ----------- | ------------------- | ------------------- | ---------- | ---------- | ---------- | ---------- | ------------ | ----------- | ---------- | --------------- |
| Lazio       | Ý           | 03 tháng 4 năm 2016 | 27 tháng 5 năm 2021 | 251        | 134        | 45         | 72         | 463          | 325         | +138       | 53.39           |
| Inter Milan | Ý           | 1 tháng 7 năm 2021  | 3 tháng 6 năm 2025  | 217        | 141        | 41         | 35         | 425          | 189         | +236       | 64.98           |
| Al-Hilal    | Ả Rập Xê Út | 4 tháng 6 năm 2025  | hiện tại            | 0          | 0          | 0          | 0          | 0            | 0           | 0          | —               |
| Tổng cộng   | Tổng cộng   | Tổng cộng           | Tổng cộng           | 468        | 275        | 86         | 107        | 888          | 507         | +374       | 58.76           |

## Danh hiệu

### Cầu thủ
Novara
- Serie C2: 1995–96

Lumezzane
- Serie C2: 1996–97

Lazio
- Serie A: 1999–2000
- Coppa Italia: 1999–2000, 2003–04, 2008–09
- Supercoppa Italiana: 2000
- UEFA Super Cup: 1999

### Huấn luyện viên
Lazio
- Coppa Italia: 2018–19
- Supercoppa Italiana: 2017, 2019

Inter Milan
- Serie A: 2023–24
- Coppa Italia: 2021–22, 2022–23
- Supercoppa Italiana: 2021, 2022, 2023
- Á quân UEFA Champions League: 2022-2023[45], 2024-2025[46]